# Monochamus kinabaluensis
Monochamus kinabaluensis là một loài bọ cánh cứng trong họ Cerambycidae.